# Tercera trilogía de Star Wars
La Tercera trilogía de Star Wars (conocida como Trilogía de Secuelas) es una serie de películas que forman parte de la franquicia Star Wars, producida por Lucasfilm. La trilogía consta de los Episodios VII, VIII y IX, siguiendo cronológicamente la trilogía precuela (Episodios I - III; 1999-2005) y la trilogía original (Episodios IV - VI ; 1977-1983), que actúa como el acto final de la "Saga Skywalker". Lucas planeó originalmente una trilogía secuela a mediados de la década de 1980, pero abandonó estos planes a finales de 1990.  El concepto de la trilogía secuela se revivió cuando Walt Disney Company entró en negociaciones para adquirir Lucasfilm en 2011. Lucas produjo nuevos tratamientos de la historia, pero estos fueron descartados en gran medida. Tanto la adquisición como los planes para producir la trilogía se anunciaron a fines de 2012.   
La primera entrega, Star Wars: Episodio VII - El despertar de la Fuerza, comenzó la preproducción el 30 de octubre de 2012, y se estrenó el 18 de diciembre de 2015. La película fue dirigida por J. J. Abrams, quien escribió el guion junto a Lawrence Kasdan. Harrison Ford, Mark Hamill y Carrie Fisher, con otros personajes principales de la trilogía original, repitieron sus papeles y coprotagonizaron con nuevos protagonistas como John Boyega, Daisy Ridley, Adam Driver y Oscar Isaac.
La segunda entrega, Star Wars: Episodio VIII - Los últimos Jedi, estaba prevista para ser estrenada el 26 de mayo de 2017, pero después de un anuncio de Disney fue retrasada al 14 de diciembre de 2017. Rian Johnson, como cineasta, fue el escritor y director. Johnson también escribió una historia para el Episodio IX.
La tercera entrega, Star Wars: Episodio IX - El ascenso de Skywalker fue estrenada el 20 de diciembre de 2019. La película fue dirigida por J.J. Abrams quien escribió el guion junto a Chris Terrio.
La trilogía sigue a una mujer de 19 años llamada Rey, y la difícil situación de la Resistencia contra la Primera Orden, que ha surgido del caído Imperio Galáctico. Rey aprende los caminos de la Fuerza con Luke Skywalker y Leia Organa, mientras busca a sus padres (quienes la abandonaron misteriosamente cuando era niña) y se enfrenta a Kylo Ren, el hijo de Leia y Han Solo, sobrino de Luke y nieto de Anakin Skywalker que ha caído al lado oscuro. Para la crítica, las dos primeras películas recibieron comentarios positivos, mientras que la tercera recibió críticas mixtas; aunque la audiencia y los fanáticos reaccionaron de forma polarizante y negativa. La trilogía recaudó más de $ 4.4 mil millones en taquilla en todo el mundo, y cada película superó los $ 1 mil millones en todo el mundo.

## Desarrollo inicial
Mark Hamill ha declarado que Lucas le dijo en 1976, durante el rodaje de la primera película en Túnez, que se habían previsto cuatro trilogías de Star Wars. Lucas sugirió a Hamill que podría tener un cameo en el Episodio IX, que podría ser filmado en 2011. Una historia de la revista Time en marzo de 1978, citando a Lucas, también contenía la afirmación de que habría 10 películas más de Star Wars después The Empire Strikes Back. Gary Kurtz también estaba al tanto de los elementos de la historia propuestos para los Episodios VII, VIII y IX antes de 1980.
En 1980, en el momento del estreno de The Empire Strikes Back, Lucas dijo que había siete películas más de Star Wars que quería hacer. Además dijo que tenía "doce páginas de esbozo" para aquellas películas. En una entrevista con Jim Steranko en la revista Prevue publicada a finales de 1980, Lucas describió cómo el alcance expansivo de Star Wars había comenzado con un guion demasiado largo:  

Entonces, tomé el guion y lo dividí en tres historias, y volví a escribir la primera. Mientras escribía, se me ocurrieron algunas ideas para una película sobre robots, sin la presencia de seres humanos. Cuando llegué a trabajar en el wookie, pensé en una película solo de wookies, nada más. Así que, por un tiempo, tuve un par de películas aisladas con sólo esos personajes. Entonces, tuve las otras dos películas, que se dividen básicamente en tres partes cada una, dos trilogías. Cuando el humo se disipó, le dije: Esto es realmente grande. Voy a hacer otra trilogía que tiene lugar después de esto. Yo tenía tres trilogías de nueve películas, y luego otro par de películas aisladas. Esencialmente, había doce películas.

Luego agregó: 

(…) he eliminado las películas extrañas, porque realmente no tienen nada que ver con la saga de Star Wars. ...Yo sólo voy a mantenerlo puro. Es una saga de nueve partes que tiene un principio, un medio y un fin. Se avanza en un período de unos cincuenta o sesenta años, con cerca de veinte años entre trilogías, cada trilogía de tomará unos seis o siete años.

En esta entrevista, Lucas también declaró que había "títulos y diez páginas con historias descritas para cada uno de los nueve episodios."
En una entrevista con Gary Kurtz en la misma revista, Kurtz dijo:  

Las nueve o doce películas realmente se harán dependiendo de cómo George siente el paso del tiempo. La serie puede ocurrir de la forma en que la planeó originalmente, o puede cambiar completamente. Como se hacen las películas, cada una de las historias se desarrolla. Como cada uno está terminado, creo que, la dirección de la saga puede cambiar un poco.

En una entrevista con la revista Starlog publicada en septiembre de 1981, Lucas confirmó que tenía la trama de la serie de nueve películas, advirtiendo:  

…pero es un largo camino desde la trama para el guion. Yo sólo he pasado por eso con Return of the Jedi, y lo que parece una gran idea cuando se describe en tres sentencias no se sostiene junto al intentar hacer cinco o seis escenas de ello. Así las tramas cambian mucho cuando empiezan a entrar en forma de guion.

## Cancelación y adquisición de Disney
Desde 1997 hasta mediados de 2012, Lucas frecuentemente había indicado que él no tenía planes de hacer la próxima secuela, y dijo que no iba a permitir que otros lo hicieran. Dio varias explicaciones para el aparente abandono de los planes para filmar la trilogía secuela.  
En agosto de 1999, en una conferencia de prensa en la ciudad de Nueva York para discutir The Phantom Menace, Lucas describe el "compromiso de nueve años" necesario para hacer una trilogía de Star Wars. En 2002, él dijo: 

Básicamente lo que dije fue como una broma: "Tal vez cuando Harrison y Carrie lleguen a los 70 años vamos a volver a hacer otra versión”. La cuestión es que no me di cuenta entonces, y me doy cuenta ahora con toda claridad, es que no solamente ellos van a tener 70 años, Yo también tendré más de 70 años."

En una conferencia de prensa "Edición Especial" de 1997, Lucas dijo: "Todo el mundo dijo: 'Bueno, ¿vas a hacer secuelas de las tres primeras?' Pero esa fue una ocurrencia tardía; no tengo scripts en esas historias. La única noción que tenía fue que no sería divertido para todos los actores regresar cuando tengan 60 o 70 años de edad y hacer tres películas más como personajes viejos."
En una edición de 1997 de Star Wars Insider, dijo: "Toda la historia tiene seis episodios.... Si alguna vez voy más allá de eso, sería algo que realmente se debe componer. Realmente no tengo ninguna idea que no sea, 'Dar, algo interesante de Luke Skywalker más tarde' No sería parte de la historia principal, pero podría ser una secuela de esta cosa."  En una entrevista publicada en la edición de febrero de 1999 de Vanity Fair, Lucas dijo: "Cuando lo vez en seis partes, entenderás que realmente termina en la sexta parte. Nunca tuve una historia para las secuelas posteriores."
En 1999, cuando se le preguntó sobre la posibilidad de que alguien más tome las películas de Star Wars, Lucas dijo, "Probablemente no, esto es mío."
En 2007, Lucas describió que las películas en ese tiempo eran como "una idea que parecía divertida en el momento, pero no parece realista ahora", y sugirió que en años anteriores había sido malinterpretado como afirmaciones absolutas.
En 2008, después de que las seis películas hubiesen sido estrenadas, Lucas dijo: "Las películas eran la historia de Anakin Skywalker y Luke Skywalker, y cuando Luke salva la galaxia y redime a su padre, es donde termina esa historia." En una entrevista en Total Film, Lucas descartó a cualquier otra persona a cargo de las películas Star Wars. Cuando le preguntaron si estaría feliz de que se hicieran nuevas películas después de su muerte, dijo: "He dejado instrucciones muy explícitas de que no haya ninguna más. Definitivamente no habrá Episodios VII–IX. Eso es porque no hay ninguna historia que quiera realizar, no pensé en nada más. Y ahora ha habido novelas sobre los acontecimientos después del Episodio VI, que no están en absoluto relacionadas con lo que yo he hecho. La historia de Star Wars es realmente la tragedia de Darth Vader. Esa es la historia. Una vez que Vader muere, él no vuelve a la vida, el emperador no consigue clonarse y Luke no se casa..."
Sin embargo, hablando sobre la adquisición de Lucasfilm por parte de Disney en 2012, Lucas (sentado junto a la nueva presidenta de Lucasfilm Kathleen Kennedy), dijo: "Siempre dije que no iba a hacer nada más, y eso es verdad, porque yo no voy a hacer nada más. Pero eso no quiere decir que no estoy dispuesto a darle la oportunidad a Kathy de hacer más."

## Trilogía secuela
Lucas tenía historias tratadas para los episodios VII, VIII y IX, que quedaron en manos de Bob Iger, el presidente de Disney, en la época en que Lucasfilm fue vendida a Disney en 2012. Sin embargo, durante una entrevista con CinemaBlend en enero de 2014 para promover el próximo lanzamiento de Lucasfilm, la película animada Strange Magic, Lucas reveló que, en última instancia, Disney decidió no utilizar los tratamientos de la historia que había escrito y entregado con la adquisición, y que la empresa optó por crear nuevas historias de su marca para las próximas películas: "Yo los vendí a Disney, pero ellos llegaron a la decisión de que en realidad no quieren hacer eso. Así que hicieron su propia historia. Así que no son los que originalmente escribió en la pantalla en Star Wars: Episodio VII - El despertar de la Fuerza No hay información acerca de si estos han sido realizados; sin embargo, durante los 35 años anteriores Lucas había dado muchas pistas sobre el contenido de la trilogía secuela, incluyendo las siguientes (a veces contradictorias) posibilidades:
- El Episodio VII comenzaría aproximadamente 20 (o tal vez 30 a 40) años después del final de Return of the Jedi (según Lucas en 1980 y 1982).[11][29]
- R2-D2 y C-3PO serían los únicos personajes que podrían continuar a través de las nueve películas (Lucas en 1980, 1981 y 1983).[11][30][31]
- La trilogía se ocuparía de la reconstrucción de la República (Lucas en 1980).[32]
- "Es como una saga, la historia de un grupo de personas, una familia" (Lucas en 1980).[11]
- La atención se centrará en Luke Skywalker y su viaje para convertirse en el primer ministro caballero Jedi, con la hermana de Luke (que no era Leia) que aparece en Episodio VIII, y la primera aparición del Emperador, y Luke en la confrontación final con él, en el Episodio IX (una historia que estaba prevista para 1980, de acuerdo con el productor de A New Hope y The Empire Strikes Back, Gary Kurtz.[8][9][33]
- Luke tendría una relación romántica con un interés del amor femenino (Lucas en 1988).[34]
- El tema principal de la trilogía serían problemas morales y filosóficos, como la necesidad de las elecciones morales y la sabiduría necesaria para distinguir el bien del mal, la justicia, la confrontación, y la transmisión de lo que has aprendido (Lucas en 1983 y 1989).[35][36]
- Los actores clave, Hamill como Luke Skywalker, Ford como Han Solo, y Fisher como Leia Organa, aparecerían en sus 60 o 70 años (Lucas en 1983).[14][35]
- En el Episodio IX, Hamill haría un cameo, "me gustaría que Obi-Wan entregara el sable de luz a la siguiente nueva esperanza" (según Hamill en 2004).[1]
- "El otro — lo que le sucede a Luke después — es mucho más etéreo. Tengo un pequeño cuaderno lleno de notas sobre eso. Si estoy realmente ambicioso, podría proceder averiguar lo que le habría ocurrido a Luke" (Lucas en 1980).[37]

Lucas, fue entrevistado en 2012 tras el anuncio de la nueva trilogía, el biógrafo Dale Pollock dijo que el director tenía, en la década de 1980, las líneas generales para 12 episodios Star Wars previstos por Lucas, pero había tenido que firmar un acuerdo de confidencialidad. Pollock dijo:
- "Las tres historias más emocionantes fueron la 7, la 8 y la 9. Tenían acción propulsora, nuevos mundos realmente interesantes, nuevos personajes. Recuerdo que pensé: 'Quiero ver estas 3 películas'".
- La próxima película de la serie "involucraría a Luke Skywalker en sus 30 y 40 años."
- Disney probablemente utilizará los esquemas de Lucas como base para la trilogía secuela. "Eso es en parte lo que Disney compró."[38]

El autor Timothy Zahn, cuya serie de novela Star Wars, Thrawn Trilogy, se encuentra en el Universo expandido de Star Wars, también fue entrevistado en 2012. Zahn confirmó que la trilogía secuela no estaría basada en las novelas de Thrawn, pero dijo que había sido informado años antes en los planes de Lucas para las secuelas (Zahn mantuvo conversaciones con Lucas antes de que la primera novela de Thrawn fuese publicada en 1991). 
Zahn dijo:

La idea original como lo entendí—y Lucas cambia de opinión de vez en cuando, por lo que puede que no sea lo que está pensando en este momento—es que iban a ser tres generaciones. Tendrías la trilogía original, a continuación, volverías hacia el padre de Luke y averiguarías qué pasó con él, y si había otra séptima, octava o novena película, serían sobre los hijos de Luke.

Según lo anunciado por Lucasfilm, la nueva trilogía también significó el fin de la mayoría de los Star Wars del universo ampliado existentes, a fin de dar "la máxima libertad creativa de los cineastas y también preservar un elemento de sorpresa y descubrimiento para el público." Gran parte del antiguo contenido seguiría estando disponible bajo la marca "Star Wars Legends".

### Star Wars: Episodio VII - El despertar de la Fuerza
La primera de la trilogía, Star Wars: Episodio VII - El despertar de la Fuerza, tiene lugar aproximadamente 30 años después de los acontecimientos de Return of the Jedi, y retoma a los protagonistas de la trilogía original: Luke Skywalker (Mark Hamill), Han Solo (Harrison Ford), la Princesa Leia (Carrie Fisher), C-3PO (Anthony Daniels), R2-D2 (Kenny Baker) y Chewbacca (Peter Mayhew). Al elenco original se unen John Boyega, Daisy Ridley, Adam Driver y Oscar Isaac.
El despertar de la Fuerza, como las siguientes películas, se basa en un guion original y no en una historia del universo expandido, conocido a través de novelas y cómics oficiales. Está dirigida por J. J. Abrams quien coescribió el guion junto con Lawrence Kasdan, coautor de los guiones de The Empire Strikes Back y Return of the Jedi. George Lucas, que escribió un guion para una nueva película previo a la compra de Disney que fue desechado, fue incluido para proporcionar a Abrams el asesoramiento como consultor creativo; sin embargo, finalmente no tuvo ninguna participación en la película. Según algunas declaraciones, prefirió mantenerse al margen para poder disfrutar la película en el cine como un fan más, y poder sorprenderse por primera vez con una película de Star Wars.
La película comenzó la preproducción el 30 de octubre de 2012, y la producción se inició en abril de 2014; siendo estrenada el 18 de diciembre de 2015.

### Star Wars: Episodio VIII - Los últimos Jedi
El 20 de junio de 2014, Rian Johnson fue anunciado como escritor y director del Episodio VIII y como escritor del Episodio IX. Kathleen Kennedy, Ram Bergman, Lawrence Kasdan y Simon Kinberg serán los productores. Steve Yedlin será el director de fotografía. Johnson confirmó en agosto de 2014 que iba a dirigir el Episodio VIII. Está programado para ser estrenado el 15 de diciembre de 2017.
En julio de 2015, se informó que Benicio del Toro estaba siendo considerado para interpretar a un villano del Episodio VIII, y del Toro confirmó más tarde que había sido incluido. En marzo de 2015, Oscar Isaac confirmó que retomará su papel de The Force Awakens como Poe Dameron en el Episodio VIII. Gugu Mbatha-Raw ha sido elegida para unirse al reparto superando a Tatiana Maslany, Gina Rodríguez y Olivia Cooke que estaban en la corta lista para protagonizar dos partes separadas. Además, Daisy Ridley, John Boyega, Adam Driver, Carrie Fisher y Mark Hamill retomarán sus roles.
Al igual que The Force Awakens, el rodaje de Episodio VIII tendrá lugar en Pinewood Studios cerca de Londres. El rodaje principal está programado para comenzar en 2016. En septiembre de 2015, algunas escenas de la preproducción se llevaron a cabo en la isla Skellig Michael en Irlanda para aprovechar las mejores condiciones meteorológicas.
En enero de 2017 se confirmó que el título de la película sería "The Last Jedi".

### Star Wars: Episodio IX - El ascenso de Skywalker
En agosto de 2015, Colin Trevorrow fue anunciado como el director del Episodio IX. Sin embargo,  el 6 de septiembre de 2017, se anunció su renuncia. Según anuncio de LucasFilm, realizado el 12 de septiembre de 2017, el Episodio IX fue dirigido por J.J. Abrams.
Star Wars: Episodio IX - El ascenso de Skywalker fue estrenada el 20 de diciembre de 2019.
| Película                                            | Fecha de estreno en EE.UU | Director(es) | Escritor(es)                                                                    | Productor(es)                               | Estado    |
| --------------------------------------------------- | ------------------------- | ------------ | ------------------------------------------------------------------------------- | ------------------------------------------- | --------- |
| Star Wars: Episodio VII - El despertar de la Fuerza | 18 de diciembre de 2015   | J. J. Abrams | Lawrence Kasdan, J. J. Abrams, Michael Arndt                                    | Kathleen Kennedy, J. J. Abrams, Bryan Burk  | Estrenada |
| Star Wars: Episodio VIII - Los últimos Jedi         | 15 de diciembre de 2017   | Rian Johnson | Rian Johnson                                                                    | Kathleen Kennedy, J. J. Abrams, Ram Bergman | Estrenada |
| Star Wars: Episodio IX - El ascenso de Skywalker    | 20 de diciembre de 2019   | J. J. Abrams | J. J. Abrams y Chris Terrio (historia) Colin Trevorrow y Derek Connolly (guion) | Kathleen Kennedy, J. J. Abrams, Ram Bergman | Estrenada |

## Películas antológicas
En febrero de 2013, el presidente de Disney, Bob Iger, confirmó en una entrevista con CNBC que Disney-Lucasfilm estaba trabajando en películas un "poco independientes". Además dijo que Lawrence Kasdan y Simon Kinberg estaban trabajando en películas derivadas de personajes de Star Wars.  En la convención anual del CinemaCon en abril de 2013, el presidente de Disney Studios, Alan Horn, indicó que las dos primeras de estas películas fueron planeadas para ser estrenadas en 2016 y 2018, entre las nuevas películas de la trilogía. Kasdan dijo en 2013 que no se centraba ni en sus guiones anteriores ni en el universo extendido de Star Wars, haciendo referencia a la escritura de una nueva película Star Wars. "Estoy tratando de empezar de nuevo", dijo. "Hay ciertos placeres que creemos que la saga puede traer a la gente que se han estado perdiendo, y estamos esperando para llevarles eso, y al mismo tiempo, hacer que sientan que todo es nuevo." El 7 de mayo de 2014, Iger confirmó además que al menos tres películas independientes serían estrenadas en los próximos 10 años. Iger dijo que el plan era lanzar nuevas películas centrales cada dos años a partir de 2015 con una independiente en el medio. Para junio de 2014, Josh Trank fue contratado para dirigir una de las películas independientes que se estrenaría después de los episodios VIII y IX. Sin embargo, el 1 de mayo de 2015, / Film informó que Trank ya no era parte del proyecto Antología.

### Rogue One: una historia de Star Wars(2016)
En mayo de 2014, Gareth Edwards fue contratado para dirigir una de las películas independientes, titulada inicialmente Star Wars Anthology: Rogue One. Su guion fue escrito por Gary Whitta se estrenó el 16 de diciembre de 2016. Para el 9 de enero de 2015, Whitta había terminado el proyecto de la película y se fue a otro proyecto. El 20 de enero de 2015, Tatiana Maslany, Rooney Mara y Felicity Jones estaban siendo probados para la película independiente de Edwards. Días después, Chris Weitz había sido contratado para hacerse cargo de la escritura. Para febrero de 2015, Jones se estableció como la estrella en la película independiente, titulada Rogue One, con Edwards dirigiéndola. En marzo, el actor australiano Ben Mendelsohn había sido incluido en un papel.
Lucasfilm anunció el 19 de abril de 2015 que el rodaje comenzaría a mediados de 2015 y la trama giraría en torno a un grupo de rebeldes en una misión con planes de robar la Estrella de la Muerte. El director Edwards dijo: "se trata de un grupo de individuos que no tienen poderes mágicos y que tienen que traer alguna esperanza a la galaxia". Además, Kathleen Kennedy y Kiri Hart confirmaron que las películas independientes serían clasificadas como "películas de antología". Edwards dijo que el estilo de la película sería similar a la de una película de guerra: "Es la realidad de la guerra. Los buenos son malos y los chicos malos son buenos. Es complicado, en capas... Un escenario muy rico para establecer una película." En abril de 2015, Sam Claflin y Riz Ahmed estaban en conversaciones para interpretar papeles. El 13 de mayo de 2015, Variety informó que Diego Luna fue incluido en un papel. El 7 de julio de 2015, Birth.Movies.Death informó que Darth Vader aparecería en Rogue One pero no como un antagonista.
En la Expo D23 anual de Disney en agosto de 2015, se anunció que el título de la primera película sería Rogue One: una historia de Star Wars, lo que sugería un nuevo formato oficial para los títulos de las películas independientes. La serie todavía se conoce oficialmente como Serie Antológica.

### Han Solo: una historia de Star Wars (2018)
Según The Hollywood Reporter, se estuvo trabajando con un spin-off de Han Solo con Phil Lord y Christopher Miller en la dirección. La película fue escrita por Lawrence y Jon Kasdan y producida por Kathleen Kennedy, Allison Shearmur, Simon Emanuel y coproducida por Kiri Hart, Susan Towner y Will Allegra. Lawrence Kasdan y Jason McGatlin fueron los productores ejecutivos.
| Película                             | Fecha de estreno en EE.UU | Director(es)                               | Escritor(es)                | Productor(es)                          | Estado    |
| ------------------------------------ | ------------------------- | ------------------------------------------ | --------------------------- | -------------------------------------- | --------- |
| Rogue One: una historia de Star Wars | 16 de diciembre de 2016   | Gareth Edwards                             | Chris Weitz                 | Kathleen Kennedy, Tony To, John Swartz | Estrenada |
| Han Solo: una historia de Star Wars  | 25 de mayo de 2018        | Ron Howard, Phil Lord y Christopher Miller | Lawrence Kasdan, Jon Kasdan | Kathleen Kennedy                       | Estrenada |

## Recepción
| Película              | Rotten Tomatoes    | Rotten Tomatoes   | Rotten Tomatoes | Metacritic      | IMDb                | FilmAffinity       | CinemaScore |
| Película              | General            | Top Critics       | Audiencia       | Metacritic      | IMDb                | FilmAffinity       | CinemaScore |
| --------------------- | ------------------ | ----------------- | --------------- | --------------- | ------------------- | ------------------ | ----------- |
| The Force Awakens     | 93 % (383 reseñas) | 89 % (54 reseñas) | 85%             | 81 (54 reseñas) | 7.8 (890 899 votos) | 6.8 (62 874 votos) | A           |
| Rogue One             | 84 % (446 reseñas) | 76 % (67 reseñas) | 86 %            | 65 (51 reseñas) | 7.8 (586 335 votos) | 6.9 (42 782 votos) | A           |
| The Last Jedi         | 91 % (482 reseñas) | 95 % (62 reseñas) | 42 %            | 84 (56 reseñas) | 6.9 (594 550 votos) | 6.1 (39 134 votos) | A           |
| Solo                  | 70 % (471 reseñas) | 61 % (59 reseñas) | 64 %            | 62 (54 reseñas) | 6.9 (317 285 votos) | 6.0 (23 197 votos) | A-          |
| The Rise of Skywalker | 52 % (512 reseñas) | 48 % (56 reseñas) | 86 %            | 53 (61 reseñas) | 6.5 (409 994 votos) | 5.7 (29 072 votos) | B+          |
| Promedio              | 78%                | 72%               | 73%             | 71              | 7.1                 | 6.3                | A-          |